# Juanita García Peraza
Juanita García Peraza (n. Hatillo, Puerto Rico; 24 de junio de 1897-f. , San Juan (Puerto Rico); 21 de febrero de 1970) fue una líder religiosa puertorriqueña que fundó la Congregación Mita, la cual tiene la característica de ser la única denominación de raíces protestante de origen puertorriqueño. Bajo la idea de que en ella se encarnaba en forma especial el Espíritu Santo, llevó su religión a muchos otros países latinoamericanos y a Estados Unidos. Sus feligreses creen que el Espíritu Santo estaba en ella, aún hoy, consideran que MITA (Espíritu de Vida) continúa dirigiendo la iglesia, si bien, a través de su discípulo Aarón. Basados en sus tres pilares: Amor, Libertad y Unidad.

## Biografía
Juanita García Peraza nació el 24 de junio de 1897 en Hatillo, Puerto Rico. Sus padres pertenecían a dos prominentes familias católicas originarias de las Islas Canarias (sus padres eran de San Miguel de Abona, Tenerife). Más tarde, se estableció en Arecibo. Cuando tenía 42 años padeció de una úlcera gástrica crónica, por lo que fue tratada médicamente durante varios años. Pasado este tiempo, un feligrés pentecostal (o una ancianita desconocida hasta el momento, según la fuente[cita requerida]) la visitó y rezó por su recuperación, por lo que supuso que se recuperó gracias a una intervención divina, lo que la llevó a unirse a la iglesia Protestante (ya que le había prometido a Dios que si la sanaba, le serviría[cita requerida]). Ella también consideró que tenía las revelaciones proféticas y que el Espíritu Santo se había encarnado en ella y obraba a través de la misma. Sus críticas a la iglesia de Dios Pentecostal la llevaron a su expulsión de la misma en 1940, fundando más tarde la Congregación Mita de Arecibo, formada junto a 11 fieles que habían militado en aquella iglesia Pentecostal.
A partir de ese momento (y hasta 1949) Mita y los predicadores expanden su mensaje religioso por los campos de Puerto Rico. Durante sus primeros años, su iglesia fue conocida como La Iglesia Libre de Puerto Rico, que consistía, originalmente, en ejercer los cultos en las casas de los feligreses de la iglesia. Sin embargo, más tarde, sus casas fueron sustituidas por pequeños templos de madera que ella alquilaba para mostrar los servicios. Sus revelaciones personales la empujaron a establecerse en Hato Rey, consiguiendo una casa en la calle Duarte donde ejercía los cultos religiosos. En 1948 la Congregación Mita se estableció en Nueva York.
En 1953 construyeron un templo en un solar que compraron en Hato Rey. Además de sus cultos religiosos, pudo construir un sistema económico y social que sirvió de base para el apoyo de la comunidad. Mientras la congregación aumentaba se compraron más propiedades en Hato Rey que fueron usadas como sede de las dependencias oficiales de la iglesia. En Hato Rey y Arecibo se crearon cooperativas y corporaciones, cuyo fin fue el de promover empleos en la comunidad, y el Cuerpo de Guardas, que tenían servicios de vigilancia a la comunidad mita. En los años 50 viajó a Estados Unidos donde estableció la fundación de algunas congregaciones y en 1963 se crearon otras congregaciones en la República Dominicana. Mita comenzó a enfermar 1968 y murió, finalmente, el 21 de febrero de 1970 en San Juan. La causa de su muerte fue una trombosis cerebral, quedando su iglesia en manos de su discípulo, Teófilo Vargas Seín, conocido como Aaron.